# В защиту актёра Росция
Речь в защи́ту актёра Кви́нта Ро́сция (лат. Pro Q. Roscio comoedo) — третья из сохранившихся речей Марка Туллия Цицерона (сохранилась не полностью). Произнесена по гражданскому делу, предположительно, в 76 году до н. э. По словам Ф. Ф. Зелинского, это самая трудная с юридической точки зрения речь Цицерона. Содержит уникальные сведения по истории римского театра.
Председателем суда был Гай Кальпурний Пизон (§ 8, 22), истцом Гай Фанний Херея, представителем истца — Сатурий (§ 25).

## Обстоятельства дела
Фанний и Росций вступили в товарищество, которое заключалось в том, что Фанний отдал своего молодого раба Панурга в обучение знаменитому актёру Росцию. По оценке Цицерона, стоимость «тела» (самого раба) составляла лишь 6 тыс. сестерциев, а его приобретенного «умения» — более 150 тыс. сестерциев (§ 27-28). Панург, начав выступать на сцене, приобрёл популярность, причем Цицерон подчеркивает, что это произошло благодаря обучению у Росция (§ 30). Однако вскоре Панург был убит неким Квинтом Флавием из Тарквиниев (причины этого, как не имеющие отношения к делу, Цицероном не поясняются) (§ 32), случилось это за 4 года до процесса, то есть в 80 году до н. э. (§ 37).
Росций, требуя возмещения убытков, вступил в соглашение с Флавием и получил от него 100 тыс. сестерциев (§ 32). Иск Фанния к Росцию касался требования выплатить половину этой суммы как члену товарищества.

## Речь
В своей речи Цицерон прибегает как к формально-юридическим, так и к нравственным аргументам, обосновывая правоту Росция.
Цицерон поясняет различие между формулировками в обычном (iudicium) и третейском (arbitrium) суде: в первом случае можно было требовать лишь точно определённую сумму, и истец, не доказавший правомерность своих требований на её часть, проигрывал всё дело, третейский же суд мог более свободно определить сумму требования (§ 10—11), после чего удивляется, почему истец перенёс дело в обычный суд (§ 13), и при этом не привлек Росция по иску из товарищества (§ 25).
По словам Цицерона, Росций ничего не должен Фаннию, ибо второй, хотя долг возник более 3 лет назад (§ 8), не внёс указания на него в свою приходо-расходную книгу (tabulae) (§ 1—4), а наличие его в «дневнике» (adversaria) не может считаться доказательством (§ 5—7). Более того, Фанний получил от Флавия отдельно 100 тыс. сестерциев как возмещение ущерба (§ 40), что доказывается показаниями судьи Клувия (§ 42). Впрочем, самого Клувия на суде не было, и Цицерону пришлось ссылаться на слова свидетелей Лусция и Манилия, слышавших об этом от Клувия, и дополнительно рассуждать об их честности (§ 43—47).
Таким образом, сумма, уплаченная Росцию, получена им не от имени товарищества, а от себя лично (§ 34, 52).
Сопоставляя личности истца и ответчика (§ 17—21), Цицерон отмечает, что истец, бритоголовый Фанний, не только по характеру, но и внешне напоминает Баллиона (владельца публичного дома) из комедии Плавта «Псевдол», в роли которого прославился Росций (§ 20).
Восхваляя Росция как блестящего актёра и честнейшего человека, который достоин места в Сенате (§ 17), Цицерон считает невероятным, что он мог кого-то обмануть ради каких-то 50 тыс. сестерциев (§ 19, 22), тогда как он достаточно богатый человек, и за последние 10 лет отказался от дополнительного дохода в 6 млн сестерциев (§ 23). Такой человек, как Росций (восклицает Цицерон), не мог солгать, даже если речь шла о доходе в 100 млн сестерциев (§ 50).
Отмечают, что эта речь, произнесенная вскоре после возвращения Цицерона из учебной поездки, несёт влияние азианского стиля, выразившееся в обилии словесных украшений.
Русский перевод:
- Цицерон. Полное собрание речей в русском переводе. / Пер. В. А. Алексеева и Ф. Ф. Зелинского, под ред. Ф. Ф. Зелинского. — Т. 1. (81—63 гг. до Р. Х.). — СПб., 1901. — С. 72—86.